# Firdaus Kabirov

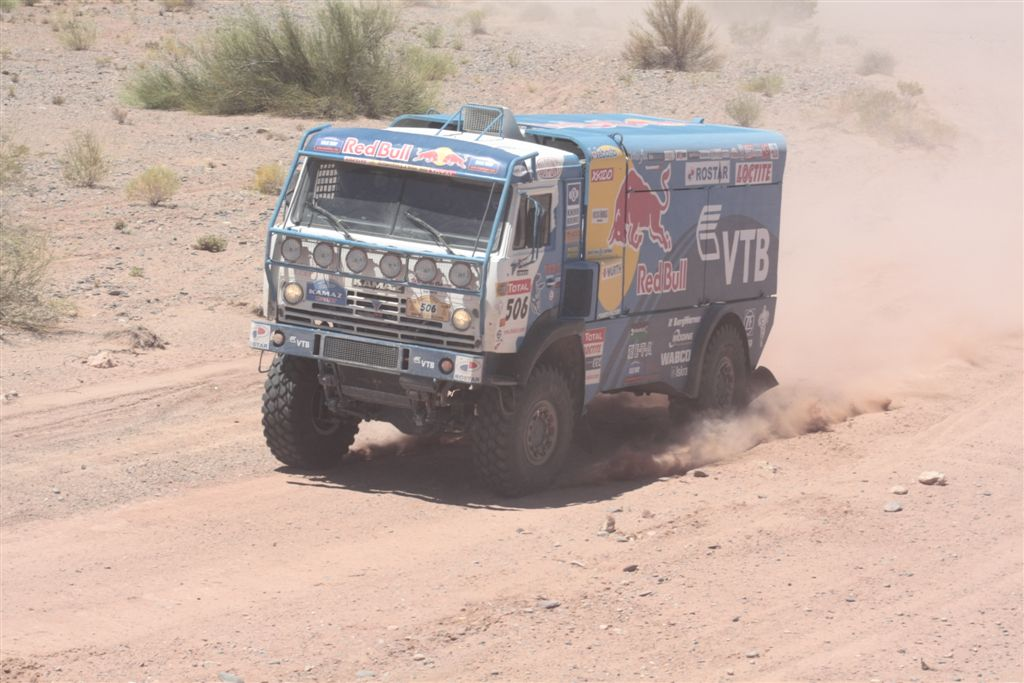
Firdaus Kabirov lors du Paris-Dakar 2009.

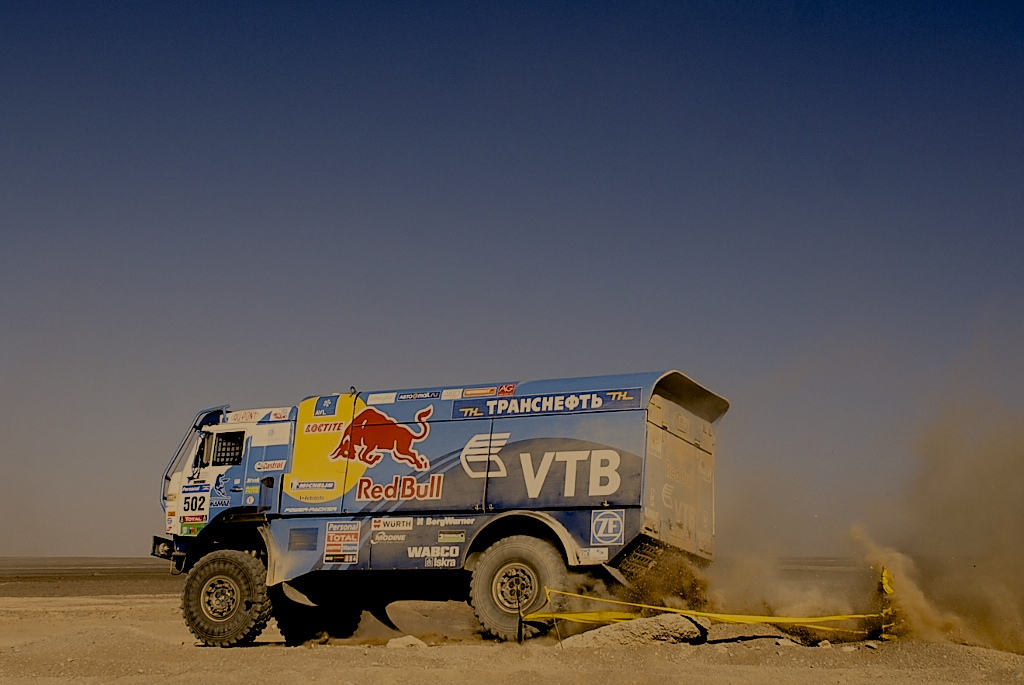
Firdaus Kabirov lors du Paris-Dakar 2011.

Firdaus Saripowitsch Kabirow (en russe : Фирдаус Зарипович Каби́ров), né le 19 mai 1961 à Kazan (Tatarstan), est un pilote de rallyes russe, spécialiste de rallyes-raids en camions.

## Biographie
Dès 1981, il participe au championnat national des rallyes d'Union soviétique.
Employé par le constructeur Kamaz, il travaille en 1987 au département Développement de la firme, sur les questions liées aux problèmes techniques des conceptions de projets, et participe ainsi activement à la création du camion Kamaz 4310S, victorieux de l'édition 1991 du Paris-Dakar.
En 1992, il devient pilote pour ce constructeur.
Il travaille désormais, également, pour le ministère de l'équipement de Russie.

## Palmarès
- Coupe du monde des rallyes-marathon : 1997.

### Rallye-raidParis-Dakar
| Année     | Catégorie | Véhicule           | Classement |
| --------- | --------- | ------------------ | ---------- |
| 2000      | Camions   | KamAZ 49252        | 3º         |
| 2003      | Camions   | KamAZ 4911 Extreme | 3º         |
| 2004      | Camions   | KamAZ 4911 Extreme | 2º         |
| 2005      | Camions   | KamAZ 4911 Extreme | 1º         |
| 2006      | Camions   | KamAZ 4911 Extreme | 3º         |
| 2009      | Camions   | KamAZ 4326 VK      | 1º         |
| 2010      | Camions   | KamAZ 4326 VK      | 2º         |
| 2011      | Camions   | KamAZ 4326 VK      | 2º         |
| Sources : |           |                    |            |

### Autres Rallyes-raids (tous surKamaz)
- 1997: Rallye Optic 2000;
- 1997: Master Rally;
- 2000: Challenge du Désert d'Abou Dabi (É.A.U);
- 2001: Rallye Por Las Pampas d'Argentine;
- 2003: Rallye des steppes du Khazar;
- 2009: Route de la Soie (Russie - Kazakhstan - Turkménistan);
  - 2000: 2e du 8e rallye-raid d'Italie;
  - 2004: 2e du Challenge du Désert d'Abou d'Abi.

### Autres podiums (voitures)
- - 1988: 2e du rallye de Jelcza (copilote de Vladimira Golcova).

## Distinctions
- Ordre de l'Honneur (le 19 octobre 1996)
- Ordre de l'Amitié (le 23 juillet 2001)
- Ordre du Drapeau rouge du Travail
- Prix d'État de la fédération de Russie (le 6 juin 2001)
- Ordre du Courage (le 15 mars 2005)
- Ordre du Mérite pour la Patrie (le 7 juin 2010)[3]
- Ordre du Mérite Sportif russe
- Médaille du Travail du Tatarstan
- Médaille du Souvenir, lors des célébrations des 1000 ans de Kazan (Tatarstan)